# Bogaletch Gebre
Bogaletch Gebre (Kembatta, Etiòpia, 1950 — 2 de novembre de 2019) fou una activista etíop destacada per la seva lluita contra la mutilació genital femenina (MGF) i pels seus esforços per promoure els drets de les dones a Etiòpia. Va fundar l'organització Kembatti Mentti Gezzimma el 1997, amb l'objectiu d'erradicar aquesta pràctica mitjançant el diàleg comunitari i iniciatives de canvi social. Va defensar activament la necessitat d'erradicar la discriminació de gènere i va comparar la situació de les dones africanes amb l'apartheid racial, subratllant la importància de la igualtat per al progrés del continent.
Nascuda en una comunitat rural, Gebre va desafiar les normes socials que limitaven l'educació de les nenes. Tot i les dificultats, va aconseguir formar-se acadèmicament, estudiant Microbiologia i Fisiologia a Israel i completant un doctorat en Epidemiologia als Estats Units. Mentre estudiava a Califòrnia, va fundar la iniciativa Development through Education, amb la qual va enviar llibres tècnics a institucions educatives etíops.
Inspirada per la seva pròpia experiència i la mort de la seva germana a causa de la MGF, va dedicar la seva vida a combatre aquesta pràctica al seu país. Gràcies al seu treball, la prevalença de la MGF es va reduir dràsticament a la seva regió natal. Després de la seva mort, el seu llegat va continuar a través d'organitzacions que promouen l'abandonament de la MGF i l'apoderament de les dones a Etiòpia i altres països.
Va rebre diversos reconeixements internacionals, com el Premi Jonathan Mann per a la Salut Global i els Drets Humans el 2007.